# Toy camera

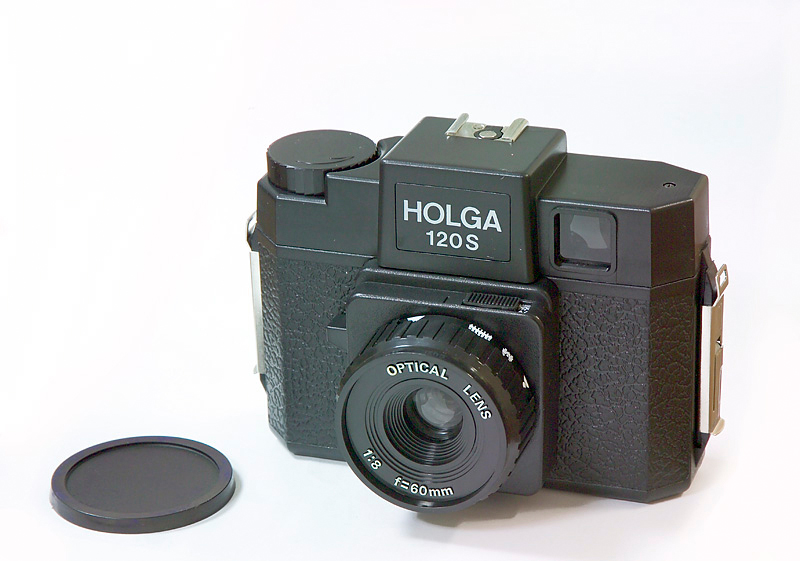
Holga 120 S, tipicamente considerada uma toy camera.

Uma toy camera é uma câmera particularmente simples e barata, geralmente feita apenas de plástico, material este que muitas vezes é utilizado até mesmo na construção de suas lentes. O termo pode confundir, visto que não se tratam apenas de brinquedos e são capazes de tirar fotografias. 
A Diana, uma câmera barata produzida em Hong Kong durante as décadas de 1960 e 1970, é a câmera mais tipicamente associada ao termo, mas outra câmeras, como a LOMO LC-A, Lubitel e a Holga, originalmente pensadas para serem câmeras de consumo de massa, foram também identificadas com o termo.
Muitos fotógrafos profissionais usaram toy cameras e seus estranhos efeitos óticos para tirarem fotografias vencedoras de prêmios. Existe no Brasil um movimento que vem crescendo, de entusiastas dessas câmeras.